# Rio Maracanã (São Luís)
O rio Maracanã é um curso d'água localizado na cidade de São Luís, no Maranhão.
Integra a bacia hidrográfica do rio Bacanga. Possui 5 km de extensão e a sub-bacia do Maracanã tem 21 km², nascendo no bairro de mesmo nome, na zona rural de São Luís.
Atravessa a Área de Proteção Ambiental da Região do Maracanã.
Assim como outros rios da capital, também sofre com desmatamentos, assoreamento e poluição. 